# فرجينيا رودريغوس
فرجينيا رودريغوس (بالبرتغالية: Virgínia Rodrigues‏) هي مغنية برازيلية، ولدت في 31 ديسمبر 1964 في سالفادور في البرازيل.

## وصلات خارجية
- فرجينيا رودريغوس على موقع IMDb (الإنجليزية)
- فرجينيا رودريغوس على موقع ميوزك برينز (الإنجليزية)
- فرجينيا رودريغوس على موقع أول ميوزيك (الإنجليزية)
- فرجينيا رودريغوس على موقع ديسكوغز (الإنجليزية)